# Hans Opolka
Hans Opolka (* 30. November 1949 in Löhne) ist ein deutscher Mathematiker, der sich mit Algebra und Zahlentheorie befasst.
Nach dem Abitur am Friedrichs-Gymnasium Herford studierte Opolka an der Universität Münster und wurde dort 1976 bei Falko Lorenz promoviert (Rationalitätsfragen bei projektiven Darstellungen endlicher Gruppen) und 1982 habilitiert. 1985 wurde er Professor an der Universität Göttingen. Später war er Professor an der Technischen Universität Braunschweig.
Er befasst sich insbesondere mit Galois-Darstellungen von Zahlkörpern. Mit Winfried Scharlau verfasste er eine historisch orientierte Einführung in die Zahlentheorie.

## Schriften
- Galoisdarstellungen und Galoiskohomologie von Zahlkörpern, Schriftenreihe des Mathematischen Instituts der Universität Münster, 1983
- mit Winfried Scharlau: Von Fermat bis Minkowski. Eine Vorlesung über Zahlentheorie und ihre Entwicklung, Springer 1980
  - Englische Übersetzung: From Fermat to Minkowski: Lectures on the theory of numbers and its historical development, Springer, Undergraduate texts in mathematics, 1985
- Central pairs, Galois theory and automorphic forms, in: Algebras and Representation Theory, Band 6, 2003, S. 449–459